# Mistrzostwa Europy w Piłce Nożnej Kobiet 2009 (składy)
Mistrzostwa Europy w Piłce Nożnej Kobiet 2009 – składy uczestników:

## Grupa A

### Finlandia
Trener:  Michael Käld (ur. 6 maja 1954)
| Nr | Pozycja | Zawodniczka             | Data urodzenia      | Klub            |
| -- | ------- | ----------------------- | ------------------- | --------------- |
| 12 | BR      | Petra Häkkinen          | 31 stycznia 1979    | HJK Helsinki    |
| 14 | BR      | Tinja-Riikka Korpela    | 5 maja 1986         | FC Honka        |
| 1  | BR      | Minna Meriluoto         | 4 października 1985 | Hammarby IF DFF |
| 17 | OB      | Maiju Hirvonen          | 25 grudnia 1990     | Nice Futis      |
| 13 | OB      | Tuija Hyyrynen          | 10 marca 1988       | HJK Helsinki    |
| 5  | OB      | Miia Niemi              | 9 lipca 1983        | Amazon Grimstad |
| 22 | OB      | Maija Saari             | 26 marca 1986       | Umeå IK         |
| 6  | OB      | Tiina Salmén            | 3 sierpnia 1984     | Amazon Grimstad |
| 2  | OB      | Petra Vaelma            | 11 maja 1982        | Klepp Elite     |
| 4  | OB      | Sanna Valkonen          | 12 grudnia 1977     | KIF Örebro DFF  |
| 3  | PM      | Jessica Julin           | 6 grudnia 1978      | Stattena IF     |
| 7  | PM      | Anne Mäkinen            | 1 lutego 1976       | AIK Solna       |
| 15 | PM      | Sanna Malaska           | 6 kwietnia 1983     | Amazon Grimstad |
| 10 | PM      | Anna-Kaisa Rantanen     | 10 lutego 1978      | Linköpings FC   |
| 16 | PM      | Anna Westerlund         | 9 kwietnia 1989     | FC Honka        |
| 11 | PM      | Susanna Lehtinen        | 8 maja 1983         | KIF Örebro DFF  |
| 8  | PM      | Katri Nokso-Koivisto    | 22 listopada 1982   | VfL Wolfsburg   |
| 19 | PM      | Essi Sainio             | 9 września 1986     | AIK Solna       |
| 9  | NP      | Laura Österberg Kalmari | 27 maja 1979        | AIK Solna       |
| 18 | NP      | Linda Sällström         | 13 lipca 1988       | Djurgårdens IF  |
| 20 | NP      | Annica Sjölund          | 31 marca 1985       | Djurgårdens IF  |
| 21 | NP      | Sanna Talonen           | 15 czerwca 1984     | KIF Örebro DFF  |

### Dania
Trener:  Kenneth Heiner-Møller (ur. 17 stycznia 1971)
| Nr | Pozycja | Zawodniczka                   | Data urodzenia       | Klub             |
| -- | ------- | ----------------------------- | -------------------- | ---------------- |
| 1  | BR      | Heidi Johansen                | 9 czerwca 1983       | Fortuna Hjørring |
| 21 | BR      | Mia-Maria Kjærsgaard-Andersen | 19 stycznia 1989     | IK Skovbakken    |
| 16 | BR      | Tine Cederkvist               | 21 marca 1979        | Malmö FF         |
| 2  | OB      | Mia Brogaard                  | 15 października 1981 | Brøndby IF       |
| 5  | OB      | Line Røddik Hansen            | 31 stycznia 1988     | Brøndby IF       |
| 4  | OB      | Mette Jensen                  | 28 maja 1987         | Fortuna Hjørring |
| 22 | OB      | Marianne Pedersen             | 28 lutego 1985       | IK Skovbakken    |
| 3  | OB      | Katrine Pedersen              | 13 kwietnia 1977     | Stabæk IF        |
| 12 | OB      | Janne Madsen                  | 12 marca 1978        | Fortuna Hjørring |
| 6  | PM      | Marie Bjerg                   | 16 lipca 1988        | IK Skovbakken    |
| 15 | PM      | Sanne Troelsgaard Nielsen     | 15 sierpnia 1988     | Brøndby IF       |
| 10 | PM      | Camilla Sand Andersen         | 14 lutego 1986       | Fortuna Hjørring |
| 8  | PM      | Julie Rydahl Bukh             | 9 stycznia 1982      | Linköpings FC    |
| 18 | PM      | Nanna Christiansen            | 17 czerwca 1989      | Brøndby IF       |
| 19 | PM      | Ditte Larsen                  | 24 kwietnia 1983     | Brøndby IF       |
| 7  | PM      | Cathrine Paaske-Sørensen      | 14 czerwca 1978      | Linköpings FC    |
| 20 | PM      | Katrine Veje                  | 19 czerwca 1991      | Odense BK        |
| 14 | NP      | Lene Jensen                   | 17 marca 1976        | Brøndby IF       |
| 11 | NP      | Nadia Nadim                   | 2 stycznia 1988      | IK Skovbakken    |
| 9  | NP      | Maiken Pape                   | 20 stycznia 1978     | Stabæk IF        |
| 17 | NP      | Tina Rasmussen                | 14 kwietnia 1980     | IK Skovbakken    |
| 13 | NP      | Johanna Rasmussen             | 2 lipca 1983         | Umeå IK          |

### Holandia
Trener:  Vera Pauw (ur. 18 stycznia 1963)
| Nr | Pozycja | Zawodniczka                  | Data urodzenia      | Klub              |
| -- | ------- | ---------------------------- | ------------------- | ----------------- |
| 13 | BR      | Angela Christ                | 6 marca 1989        | FC Utrecht        |
| 16 | BR      | Petra Dugardein              | 14 kwietnia 1977    | Willem II         |
| 1  | BR      | Loes Geurts                  | 12 stycznia 1986    | AZ Alkmaar        |
| 2  | OB      | Dyanne Bito                  | 10 sierpnia 1981    | AZ Alkmaar        |
| 12 | OB      | Marije Brummel               | 19 marca 1985       | SC Heerenveen     |
| 14 | OB      | Marloes de Boer              | 30 stycznia 1982    | FC Twente         |
| 5  | OB      | Petra Hogewoning             | 26 marca 1986       | FC Utrecht        |
| 3  | OB      | Daphne Koster                | 13 marca 1981       | AZ Alkmaar        |
| 4  | OB      | Manoe Meulen                 | 11 września 1978    | Willem II         |
| 20 | OB      | Jeanine van Dalen            | 18 czerwca 1986     | ADO Den Haag      |
| 18 | PM      | Lianne de Vries              | 28 czerwca 1990     | FC Utrecht        |
| 7  | PM      | Annemieke Kiesel-Griffioen   | 30 listopada 1979   | FCR 2001 Duisburg |
| 6  | PM      | Anouk Hoogendijk             | 6 maja 1985         | FC Utrecht        |
| 19 | PM      | Marlous Pieëte               | 19 lipca 1989       | FC Twente         |
| 17 | PM      | Sherida Spitse               | 29 maja 1990        | SC Heerenveen     |
| 8  | PM      | Kirsten van de Ven           | 11 maja 1985        | Willem II         |
| 21 | NP      | Chantal de Ridder            | 19 stycznia 1989    | AZ Alkmaar        |
| 9  | NP      | Manon Melis                  | 31 sierpnia 1986    | Malmö FF          |
| 11 | NP      | Sylvia Smit                  | 4 lipca 1986        | SC Heerenveen     |
| 10 | NP      | Karin Stevens                | 11 czerwca 1989     | Willem II         |
| 22 | NP      | Shanice van de Sanden        | 2 października 1992 | FC Utrecht        |
| 15 | NP      | Claudia van den Heiligenberg | 25 marca 1985       | AZ Alkmaar        |

### Ukraina
Trener:  Anatolij Kucew (ur. 20 kwietnia 1959)
| Nr | Pozycja | Zawodniczka          | Data urodzenia       | Klub                   |
| -- | ------- | -------------------- | -------------------- | ---------------------- |
| 12 | BR      | Nadija Baranowa      | 5 lipca 1983         | Zwiezda-2005 Perm      |
| 22 | BR      | Kateryna Samson      | 5 lipca 1988         | Łehenda Czernihów      |
| 1  | BR      | Iryna Zwarycz        | 8 maja 1983          | Rossijanka             |
| 7  | OB      | Ołena Chodyriewa     | 19 maja 1981         | Łehenda Czernihów      |
| 19 | OB      | Maryna Masalśka      | 17 marca 1985        | Żytłobud-1 Charków     |
| 2  | OB      | Ołena Mazurenko      | 24 października 1969 | FC Nürnberg            |
| 13 | OB      | Inessa Titowa        | 18 marca 1976        | Żytłobud-1 Charków     |
| 14 | OB      | Julija Waszczenko    | 31 stycznia 1978     | Żytłobud-1 Charków     |
| 20 | OB      | Iryna Wasyluk        | 18 maja 1985         | Illicziwka Mariupol    |
| 4  | PM      | Wałentyna Kotyk      | 8 stycznia 1978      | SzWSM-Izmajłowo Moskwa |
| 16 | PM      | Ałła Łyszafaj        | 24 grudnia 1984      | Zwiezda-2005 Perm      |
| 3  | PM      | Tetiana Czorna       | 25 lutego 1981       | Rossijanka             |
| 9  | PM      | Wira Diateł          | 3 marca 1984         | Zwiezda-2005 Perm      |
| 15 | PM      | Ludmyła Łemeszko     | 12 listopada 1979    | SzWSM-Izmajłowo Moskwa |
| 21 | PM      | Tetiana Romanenko    | 3 października 1990  | Eniergija Woroneż      |
| 18 | PM      | Natala Suchorukowa   | 18 października 1975 | Żytłobud-1 Charków     |
| 17 | PM      | Daryna Apanaszczenko | 16 maja 1986         | Zwiezda-2005 Perm      |
| 5  | NP      | Oksana Jakowyszyn    | 20 marca 1993        | Łehenda Czernihów      |
| 6  | NP      | Ludmyła Pekur        | 6 stycznia 1981      | Rossijanka             |
| 11 | NP      | Natala Zinczenko     | 3 października 1979  | Zwiezda-2005 Perm      |
| 8  | NP      | Olha Bojczenko       | 6 stycznia 1989      | Łehenda Czernihów      |
| 10 | NP      | Switłana Fryszko     | 15 marca 1976        | Żytłobud-1 Charków     |

## Grupa B

### Francja
Trener:  Bruno Bini (ur. 1 października 1954)
| Nr | Pozycja | Zawodniczka               | Data urodzenia       | Klub                     |
| -- | ------- | ------------------------- | -------------------- | ------------------------ |
| 16 | BR      | Sarah Bouhaddi            | 17 października 1986 | Olympique Lyon           |
| 1  | BR      | Céline Deville            | 24 stycznia 1982     | Montpellier HSC          |
| 22 | BR      | Laëtitia Stribick-Burckel | 22 stycznia 1982     | ASJ Soyaux               |
| 20 | OB      | Delphine Blanc            | 7 czerwca 1983       | Montpellier HSC          |
| 8  | OB      | Sonia Bompastor           | 8 czerwca 1980       | Washington Freedom       |
| 4  | OB      | Laura Georges             | 20 czerwca 1984      | Olympique Lyon           |
| 2  | OB      | Laure Lepailleur          | 7 marca 1985         | Paris Saint-Germain F.C. |
| 3  | OB      | Ophélie Meilleroux        | 18 stycznia 1984     | Nord Allier Yzeure       |
| 5  | OB      | Sabrina Viguier           | 4 stycznia 1981      | Montpellier HSC          |
| 7  | OB      | Corine Franco             | 5 października 1983  | Olympique Lyon           |
| 6  | OB      | Sandrine Soubeyrand       | 16 sierpnia 1973     | Juvisy FCF               |
| 21 | PM      | Ludivine Diguelman        | 15 kwietnia 1984     | Montpellier HSC          |
| 10 | PM      | Camille Abily             | 5 grudnia 1984       | Los Angeles Sol          |
| 15 | PM      | Élise Bussaglia           | 24 września 1985     | Paris Saint-Germain F.C. |
| 18 | PM      | Amandine Henry            | 28 września 1989     | Olympique Lyon           |
| 14 | PM      | Louisa Nécib              | 23 stycznia 1987     | Olympique Lyon           |
| 17 | PM      | Gaëtane Thiney            | 28 października 1985 | Juvisy FCF               |
| 19 | PM      | Eugénie Le Sommer         | 18 maja 1989         | Stade Briochin           |
| 13 | NP      | Sandrine Brétigny         | 2 lipca 1984         | Olympique Lyon           |
| 9  | NP      | Candie Herbert            | 4 czerwca 1977       | FC Hénin-Beaumont        |
| 12 | NP      | Élodie Thomis             | 13 sierpnia 1986     | Olympique Lyon           |
| 11 | NP      | Laëtitia Tonazzi          | 31 stycznia 1981     | Juvisy FCF               |

### Islandia
Trener:  Siggi Eyjólfsson (ur. 1 grudnia 1973)
| Nr | Pozycja | Zawodniczka                | Data urodzenia      | Klub              |
| -- | ------- | -------------------------- | ------------------- | ----------------- |
| 13 | BR      | Gudbjörg Gunnarsdóttir     | 18 maja 1985        | Djurgårdens IF    |
| 1  | BR      | Thóra Helgadóttir          | 5 maja 1981         | Kolbotn IL        |
| 22 | BR      | Sandra Sigurdardóttir      | 2 października 1986 | Stjarnan          |
| 5  | OB      | Ásta Árnadóttir            | 9 czerwca 1983      | Tyresö FF         |
| 19 | OB      | Sif Atladóttir             | 15 lipca 1985       | Valur Reykjavík   |
| 2  | OB      | Gudrún Sóley Gunnarsdóttir | 15 września 1981    | Djurgårdens IF    |
| 8  | OB      | Katrín Jónsdóttir          | 31 maja 1977        | Valur Reykjavík   |
| 3  | OB      | Ólína Vidarsdóttir         | 16 listopada 1982   | KIF Örebro DFF    |
| 17 | PM      | Erla Steinunn Arnardóttir  | 18 maja 1983        | Kristianstads DFF |
| 4  | PM      | Edda Gardarsdóttir         | 15 lipca 1979       | KIF Örebro DFF    |
| 16 | PM      | Rakel Logadóttir           | 22 marca 1981       | Valur Reykjavík   |
| 6  | PM      | Hólmfrídur Magnúsdóttir    | 20 września 1984    | Kristianstads DFF |
| 12 | PM      | Gudný Ódinsdóttir          | 27 września 1988    | Kristianstads DFF |
| 15 | PM      | Katrín Ómarsdóttir         | 27 czerwca 1987     | KR Reykjavík      |
| 7  | PM      | Dóra Stefánsdóttir         | 27 kwietnia 1985    | Valur Reykjavík   |
| 11 | PM      | Sara Björk Gunnarsdóttir   | 29 września 1990    | Breidablik        |
| 14 | NP      | Erna Sigurdardóttir        | 30 grudnia 1982     | Breidablik        |
| 20 | NP      | Fanndís Fridriksdóttir     | 9 maja 1990         | Wolna karta       |
| 10 | NP      | Dóra María Lárusdóttir     | 24 lipca 1985       | Valur Reykjavík   |
| 21 | NP      | Kristín Bjarnadóttir       | 1 lutego 1984       | Valur Reykjavík   |
| 18 | NP      | Rakel Hönnudóttir          | 30 grudnia 1988     | ?? Thór WOM       |
| 9  | NP      | Margrét Lára Vidarsdóttir  | 25 lipca 1986       | Kristianstads DFF |

### Norwegia
Trener:  Bjarne Berntsen (ur. 21 grudnia 1956)
| Nr | Pozycja | Zawodniczka              | Data urodzenia    | Klub                   |
| -- | ------- | ------------------------ | ----------------- | ---------------------- |
| 1  | BR      | Ingrid Hjelmseth         | 10 kwietnia 1980  | Stabæk IF              |
| 12 | BR      | Caroline Knutsen         | 21 listopada 1983 | Røa IL                 |
| 13 | BR      | Christine Nilsen         | 30 kwietnia 1982  | Kolbotn IL             |
| 2  | OB      | Toril Hetland Akerhaugen | 5 marca 1982      | Stabæk IF              |
| 15 | OB      | Hedda Strand Gardsjord   | 28 czerwca 1982   | Røa IL                 |
| 6  | OB      | Camilla Huse             | 31 sierpnia 1979  | Røa IL                 |
| 17 | OB      | Maren Mjelde             | 6 listopada 1989  | Arna-Bjørnar           |
| 3  | OB      | Marita Skammelsrud Lund  | 29 stycznia 1989  | Team Strømmen FK       |
| 18 | OB      | Runa Vikestad            | 13 sierpnia 1984  | Kolbotn IL             |
| 20 | OB      | Kristin Lie              | 13 grudnia 1978   | Trondheims-Ørn         |
| 4  | PM      | Ingvild Stensland        | 3 sierpnia 1981   | Olympique Lyon         |
| 21 | PM      | Lene Storløkken          | 20 czerwca 1981   | Team Strømmen FK       |
| 8  | PM      | Solveig Gulbrandsen      | 12 stycznia 1981  | Stabæk IF              |
| 7  | PM      | Trine Bjerke Rønning     | 14 czerwca 1982   | Stabæk IF              |
| 5  | PM      | Anneli Giske             | 25 lipca 1985     | Fløya                  |
| 9  | NP      | Isabell Lehn Herlovsen   | 23 czerwca 1988   | Kolbotn IL             |
| 11 | NP      | Leni Larsen Kaurin       | 21 marca 1981     | 1. FFC Turbine Potsdam |
| 14 | NP      | Marit Sandvei            | 21 maja 1987      | Team Strømmen FK       |
| 10 | NP      | Melissa Wiik             | 7 lutego 1985     | Stabæk IF              |
| 16 | NP      | Elise Hove Thorsnes      | 14 sierpnia 1988  | Røa IL                 |
| 19 | NP      | Ingvild Isaksen          | 10 lutego 1989    | Kolbotn IL             |
| 22 | NP      | Cecilie Pedersen         | 14 września 1990  | Avaldsnes IL           |

### Niemcy
Trener:  Silvia Neid (ur. 2 maja 1964)
| Nr | Pozycja | Zawodniczka            | Data urodzenia       | Klub                   |
| -- | ------- | ---------------------- | -------------------- | ---------------------- |
| 1  | BR      | Nadine Angerer         | 10 listopada 1978    | 1. FFC Frankfurt       |
| 12 | BR      | Ursula Holl            | 26 czerwca 1982      | FCR 2001 Duisburg      |
| 21 | BR      | Lisa Weiß              | 29 października 1987 | SG Essen-Schönebeck    |
| 3  | OB      | Saskia Bartusiak       | 9 września 1982      | 1. FFC Frankfurt       |
| 15 | OB      | Sonja Fuss             | 5 listopada 1978     | 1. FC Köln             |
| 17 | OB      | Ariane Hingst          | 25 lipca 1979        | 1. FFC Turbine Potsdam |
| 5  | OB      | Annike Krahn           | 1 lipca 1985         | FCR 2001 Duisburg      |
| 4  | OB      | Babett Peter           | 12 maja 1988         | 1. FFC Turbine Potsdam |
| 22 | OB      | Bianca Schmidt         | 23 stycznia 1990     | 1. FFC Turbine Potsdam |
| 2  | OB      | Kerstin Stegemann      | 29 września 1977     | FSV Gütersloh 2009     |
| 10 | PM      | Linda Bresonik         | 7 grudnia 1983       | FCR 2001 Duisburg      |
| 18 | PM      | Kerstin Garefrekes     | 4 września 1979      | 1. FFC Frankfurt       |
| 14 | PM      | Kim Kulig              | 9 kwietnia 1990      | Hamburger SV           |
| 6  | PM      | Simone Laudehr         | 12 lipca 1986        | FCR 2001 Duisburg      |
| 20 | PM      | Jennifer Zietz         | 14 września 1983     | 1. FFC Turbine Potsdam |
| 19 | NP      | Fatmire Bajramaj       | 1 kwietnia 1988      | 1. FFC Turbine Potsdam |
| 7  | NP      | Melanie Behringer      | 18 listopada 1985    | Bayern Monachium       |
| 8  | NP      | Inka Grings            | 31 października 1978 | FCR 2001 Duisburg      |
| 11 | NP      | Anja Mittag            | 16 maja 1985         | 1. FFC Turbine Potsdam |
| 16 | NP      | Martina Müller         | 18 kwietnia 1980     | VfL Wolfsburg          |
| 13 | NP      | Célia Okoyino da Mbabi | 27 czerwca 1988      | SC 07 Bad Neuenahr     |
| 9  | NP      | Birgit Prinz           | 25 października 1977 | 1. FFC Frankfurt       |

## Grupa C

### Anglia
Trener:  Hope Powell (ur. 8 grudnia 1966)
| Nr | Pozycja | Zawodniczka         | Data urodzenia       | Klub                  |
| -- | ------- | ------------------- | -------------------- | --------------------- |
| 22 | BR      | Karen Bardsley      | 14 października 1984 | Sky Blue F.C.         |
| 1  | BR      | Rachel Brown        | 2 lipca 1980         | Everton L.F.C.        |
| 13 | BR      | Siobhan Chamberlain | 15 sierpnia 1983     | Chelsea L.F.C.        |
| 19 | OB      | Laura Bassett       | 2 sierpnia 1983      | Arsenal L.F.C.        |
| 5  | OB      | Lindsay Johnson     | 8 maja 1980          | Everton L.F.C.        |
| 2  | OB      | Alex Scott          | 14 października 1984 | Boston Breakers       |
| 3  | OB      | Casey Stoney        | 13 maja 1982         | Chelsea L.F.C.        |
| 15 | OB      | Rachel Unitt        | 5 czerwca 1982       | Everton L.F.C.        |
| 14 | OB      | Faye White          | 2 lutego 1978        | Arsenal L.F.C.        |
| 6  | PM      | Anita Asante        | 27 kwietnia 1985     | Sky Blue F.C.         |
| 20 | PM      | Danielle Buet       | 31 października 1988 | Chelsea L.F.C.        |
| 8  | PM      | Katie Chapman       | 15 czerwca 1982      | Arsenal L.F.C.        |
| 4  | PM      | Fara Williams       | 25 stycznia 1984     | Everton L.F.C.        |
| 12 | PM      | Jill Scott          | 2 lutego 1987        | Everton L.F.C.        |
| 18 | PM      | Emily Westwood      | 5 kwietnia 1984      | Everton L.F.C.        |
| 7  | PM      | Karen Carney        | 1 sierpnia 1987      | Chicago Red Stars     |
| 10 | NP      | Kelly Smith         | 29 października 1978 | Boston Breakers       |
| 9  | NP      | Eniola Aluko        | 21 lutego 1987       | Saint Louis Athletica |
| 21 | NP      | Jessica Clarke      | 5 maja 1989          | Leeds Carnegie L.F.C. |
| 16 | NP      | Jody Handley        | 12 marca 1979        | Everton L.F.C.        |
| 17 | NP      | Lianne Sanderson    | 3 lutego 1988        | Chelsea L.F.C.        |
| 11 | NP      | Sue Smith           | 24 listopada 1979    | Leeds Carnegie L.F.C. |

### Rosja
Trener:  Igor Szalimow (ur. 2 lutego 1969)
| Nr | Pozycja | Zawodniczka           | Data urodzenia    | Klub                   |
| -- | ------- | --------------------- | ----------------- | ---------------------- |
| 12 | BR      | Jelena Koczniewa      | 27 sierpnia 1989  | SzWSM-Izmajłowo Moskwa |
| 22 | BR      | Galina Ważnowa        | 19 stycznia 1968  | Rossijanka             |
| 1  | BR      | Elwira Todua          | 31 stycznia 1986  | Rossijanka             |
| 7  | OB      | Oksana Szmaczkowa     | 20 czerwca 1981   | Rossijanka             |
| 11 | OB      | Olga Poriadina        | 10 grudnia 1980   | Rossijanka             |
| 19 | OB      | Ksienija Cybutowicz   | 26 czerwca 1987   | Zwiezda-2005 Perm      |
| 3  | OB      | Anna Kożnikowa        | 10 lipca 1987     | Rossijanka             |
| 6  | OB      | Nadieżda Myśkiw       | 7 marca 1988      | Rossijanka             |
| 16 | OB      | Natalja Piercewa      | 4 czerwca 1984    | Rossijanka             |
| 8  | OB      | Walentina Sawczenkowa | 29 kwietnia 1983  | Zwiezda-2005 Perm      |
| 15 | PM      | Olga Pietrowa         | 9 lipca 1986      | Rossijanka             |
| 5  | PM      | Tatjana Skotnikowa    | 27 listopada 1978 | Rossijanka             |
| 13 | PM      | Ałła Rogowa           | 27 lipca 1983     | SzWSM-Izmajłowo Moskwa |
| 9  | PM      | Jelena Fomina         | 5 kwietnia 1979   | SzWSM-Izmajłowo Moskwa |
| 14 | PM      | Nadieżda Charczenko   | 27 marca 1987     | Rossijanka             |
| 21 | PM      | Jelena Morozowa       | 15 marca 1987     | Rossijanka             |
| 4  | PM      | Jekatierina Soczniewa | 12 sierpnia 1985  | SzWSM-Izmajłowo Moskwa |
| 18 | PM      | Swietłana Cydikowa    | 4 lutego 1985     | Eniergija Woroneż      |
| 20 | PM      | Natalja Barbaszyna    | 26 sierpnia 1973  | Zwiezda-2005 Perm      |
| 2  | NP      | Jelena Tieriechowa    | 5 lipca 1987      | Rossijanka             |
| 10 | NP      | Olesia Kuroczkina     | 6 września 1983   | Zwiezda-2005 Perm      |
| 17 | NP      | Jelena Daniłowa       | 15 marca 1976     | Rossijanka             |

### Szwecja
Trener:  Thomas Dennerby (ur. 13 sierpnia 1959)
| Nr | Pozycja | Zawodniczka               | Data urodzenia       | Klub                  |
| -- | ------- | ------------------------- | -------------------- | --------------------- |
| 12 | BR      | Kristin Hammarström       | 29 marca 1982        | KIF Örebro DFF        |
| 1  | BR      | Hedvig Lindahl            | 29 kwietnia 1983     | Göteborg FC           |
| 21 | BR      | Ulla Karin Rönnlund       | 19 lutego 1977       | Umeå IK               |
| 7  | OB      | Sara Larsson              | 13 maja 1979         | Saint Louis Athletica |
| 13 | OB      | Karin Lissel              | 25 maja 1987         | Hammarby IF DFF       |
| 22 | OB      | Lina Nilsson              | 17 czerwca 1987      | Malmö FF              |
| 4  | OB      | Anna Paulson              | 29 lutego 1984       | Umeå IK               |
| 2  | OB      | Charlotte Rohlin          | 2 grudnia 1980       | Linköpings FC         |
| 3  | OB      | Stina Segerström          | 17 czerwca 1982      | Göteborg FC           |
| 6  | OB      | Sara Thunebro             | 26 kwietnia 1979     | Djurgårdens IF        |
| 17 | PM      | Lisa Dahlqvist            | 6 lutego 1987        | Umeå IK               |
| 18 | PM      | Nilla Fischer             | 2 sierpnia 1984      | Malmö FF              |
| 14 | PM      | Louise Fors               | 22 października 1989 | AIK Solna             |
| 16 | PM      | Petra Larsson             | 30 września 1988     | Linköpings FC         |
| 5  | PM      | Caroline Seger            | 19 marca 1985        | Linköpings FC         |
| 15 | PM      | Therese Sjögran           | 8 kwietnia 1977      | Malmö FF              |
| 19 | PM      | Sara Lindén               | 1 września 1983      | Göteborg FC           |
| 10 | NP      | Kosovare Asllani          | 29 lipca 1989        | Linköpings FC         |
| 9  | NP      | Jessica Landström         | 12 grudnia 1984      | Linköpings FC         |
| 20 | NP      | Linnea Liljegärd          | 8 grudnia 1988       | Göteborg FC           |
| 11 | NP      | Victoria Sandell Svensson | 18 maja 1977         | Djurgårdens IF        |
| 8  | NP      | Lotta Schelin             | 27 lutego 1984       | Olympique Lyon        |

### Włochy
Trener:  Pietro Ghedin (ur. 21 listopada 1952)
| Nr | Pozycja | Zawodniczka          | Data urodzenia       | Klub                    |
| -- | ------- | -------------------- | -------------------- | ----------------------- |
| 12 | BR      | Michela Cupido       | 2 maja 1978          | ASD Torres Calcio       |
| 22 | BR      | Sara Penzo           | 16 grudnia 1989      | CF Venezia              |
| 1  | BR      | Anna Maria Picarelli | 4 listopada 1984     | Los Angeles Legends     |
| 3  | OB      | Roberta D'Adda       | 5 października 1981  | ASD CF Bardolino Verona |
| 2  | OB      | Sara Gama            | 27 marca 1989        | UPC Tavagnacco          |
| 15 | OB      | Alia Guagni          | 1 października 1987  | ACF Firenze             |
| 20 | OB      | Raffaella Manieri    | 21 listopada 1986    | ASD Torres Calcio       |
| 13 | OB      | Giorgia Motta        | 18 marca 1984        | ASD CF Bardolino Verona |
| 16 | OB      | Laura Neboli         | 14 marca 1988        | AC Reggiana Femminile   |
| 6  | OB      | Viviana Schiavi      | 1 września 1982      | ASD CF Bardolino Verona |
| 5  | PM      | Elisabetta Tona      | 22 stycznia 1984     | ASD Torres Calcio       |
| 21 | PM      | Marta Carissimi      | 3 maja 1987          | ACF Torino              |
| 18 | PM      | Pamela Conti         | 4 kwietnia 1982      | Levante Walencja        |
| 7  | PM      | Giulia Domenichetti  | 29 kwietnia 1984     | ASD Torres Calcio       |
| 14 | PM      | Alice Parisi         | 11 grudnia 1990      | ASD CF Bardolino Verona |
| 19 | PM      | Carolina Pini        | 13 czerwca 1988      | Bayern Monachium        |
| 4  | PM      | Alessia Tuttino      | 15 marca 1983        | ASD CF Bardolino Verona |
| 10 | PM      | Tatiana Zorri        | 19 października 1977 | S.S. Lazio Femminile    |
| 11 | NP      | Silvia Fuselli       | 1 lipca 1981         | ASD Torres Calcio       |
| 8  | NP      | Melania Gabbiadini   | 28 sierpnia 1983     | ASD CF Bardolino Verona |
| 9  | NP      | Patrizia Panico      | 8 lutego 1975        | ASD Torres Calcio       |
| 17 | NP      | Evelyn Vicchiarello  | 24 października 1986 | AC Reggiana Femminile   |